# Żerków
Żerków è un comune urbano-rurale polacco del distretto di Jarocin, nel voivodato della Grande Polonia.
Ricopre una superficie di 170,5 km² e nel 2004 contava 10 599 abitanti.